# 名取市図書館
名取市図書館（なとりしとしょかん）は、宮城県名取市にある公共図書館である。

## 概要
JR名取駅前に所在する名取市の中央図書館である。現在地に移転開館以来、名取駅とはペデストリアンデッキで結ばれており、交通至便である。
2011年（平成23年）3月11日の東日本大震災により、建物に甚大な被害を受け、旧本館が使用不可となった。その後、整備費の寄付により「どんぐり子ども図書室」、「どんぐり・アンみんなの図書室」ならびにプレハブ図書館「南館」が暫定開館した。

## 歴史
- 1976年（昭和51年）、旧市役所庁舎を図書館を転用し開館。
- 1995年（平成7年）、図書館改修工事。
- 2010年（平成22年）、視聴覚センターを廃止し、業務を図書館に統合。
- 2011年（平成23年）3月11日、東日本大震災により、建物に甚大な被害を受け、本館が使用不可となる。
- 2011年（平成23年）10月、プレハブ図書館「南館」を供用開始。
- 2012年（平成24年）1月、「どんぐり子ども図書室」を供用開始。
- 2013年（平成25年）1月、「どんぐり・アンみんなの図書室」を供用開始。
- 2013年（平成25年）2月、甚大な被害を受けた本館の解体が終了。
- 2013年（平成25年）4月、学校図書館支援センターを設置。
- 2018年（平成30年）5月、名取市図書館友の会・なとと、発足。
- 2018年（平成30年）8月、新館移転に向けて「どんぐり子ども図書室」「どんぐり・アンみんなの図書室」を閉館。
- 2018年（平成30年）12月、新名取市図書館、開館。

## 施設利用・サービス
開館時間
- 火-金：9:00-19:00
- 土-日：9:00-18:00
- カフェコーナー、新聞・雑誌コーナーは7:30からオープン。

休館日
- 月曜日
- 第4水曜日（祝日の場合は翌日）
- 祝日
- 蔵書点検期間
- 年末年始（12月29日-1月3日）